# 斯普林克里克鎮區 (愛荷華州布萊克霍克縣)
斯普林克里克鎮區（英語：Spring Creek Township）是位於美國愛荷華州布萊克霍克縣的一個行政鎮區。

## 地方資料
根據2010年美國人口普查的數據，斯普林克里克鎮區的面積為73.10平方千米，當中陸地面積為72.03平方千米，而水域面積為1.07平方千米。當地共有人口332人，而人口密度為每平方千米4.54人。